# Drimia polyphylla
Drimia polyphylla är en sparrisväxtart som först beskrevs av Joseph Dalton Hooker, och fick sitt nu gällande namn av M.Y. Ansari och Sundararagh. Drimia polyphylla ingår i släktet Drimia och familjen sparrisväxter. Inga underarter finns listade i Catalogue of Life.